# La Belle au bois dormant (Debussy)
Pour les articles homonymes, voir La Belle au bois dormant (homonymie).
La Belle au bois dormant est une mélodie pour voix et piano de Claude Debussy composée en 1890 sur un poème de Vincent Hyspa.

## Présentation
La Belle au bois dormant est composé en 1890 sur un texte de Vincent Hyspa, dont Debussy avait fait la connaissance au cabaret montmartrois Le Chat noir,.
L'incipit de l'œuvre est : « Des trous à son pourpoint vermeil ».
Le manuscrit autographe, conservé à la Pierpont Morgan Library de New York, porte la date « juillet 1890 ».
La mélodie paraît en 1903 comme no I des Trois Mélodies de Claude Debussy, Société nouvelle d'éditions musicales (ancienne maison Paul Dupont), avec une couverture illustrée par Georges Dola. Elle est ensuite éditée comme no 2 des Six Mélodies, chez Hamelle, en 1929, et aux éditions de La Sirène (sans date) puis Max Eschig (1947).
Selon Léon Vallas, Debussy avait cédé les droits sur l'œuvre à l'éditeur Paul Dupont le 21 septembre 1893, le compositeur ayant préalablement obtenu l'autorisation gratuite d'Hyspa le 19 décembre 1892. Le cotage de l'édition Dupont laisse penser qu'une édition est d'abord publiée en 1894.
Sur le texte de Vincent Hyspa, qui « caricature les contes médiévaux » relève Denis Herlin, le compositeur « adjoint une musique dont la fluidité est interrompue par une ritournelle au piano sur l'air de « Nous n'irons plus au bois » avec en réponse à la main gauche sur « La belle que voilà », chanson enfantine que Debussy allait réemployer dans l'une des Images de 1894 et dans Jardins sous la pluie, la troisième des Estampes ».
Pour Roger Nichols, la mélodie est « une ballade dans la veine de Les Elfes, mais avec une construction bien plus resserrée. Debussy lui confère un parfum mythique, antique en citant huit fois dans l’accompagnement le populaire « Nous n’irons plus au bois » — la toute première des quatre apparitions de cet air dans la production debussyste ».
La durée moyenne d'exécution de la pièce est de trois minutes trente environ.
Dans le catalogue des œuvres du compositeur établi par le musicologue François Lesure, La Belle au bois dormant porte le numéro L 81 (74).

## Discographie
- Debussy Songs vol. 3, Jonathan McGovern (en) (baryton), Malcolm Martineau (piano), Hyperion Records CDA68016, 2014.
- Claude Debussy : intégrale des mélodies, 4 CD, Liliana Faraon et Magali Léger (sopranos), Marie-Ange Todorovitch (mezzo-soprano), Gilles Ragon (ténor), François Le Roux (baryton), Jean-Louis Haguenauer (piano), Ligia Digital, 2014[5],[6].
- Claude Debussy : The complete works, CD 21, Véronique Gens (soprano), Roger Vignoles (piano), Warner Classics, 2018[7].